# Мюрат, Юлий
Юлий Мюрат (тур. Julio Murat; род. 18 августа 1961, Измир, Турция) — турецкий прелат и ватиканский дипломат. Титулярный архиепископ Оранжа с 27 января 2012. Апостольский нунций в Замбии с 27 января 2012 по 24 марта 2018. Апостольский нунций в Малави с 6 июня 2012 по 24 марта 2018. Апостольский нунций в Камеруне с 24 марта 2018 по 9 ноября 2022. Апостольский нунций в Экваториальной Гвинее с 29 марта 2018 по 9 ноября 2022. Апостольский нунций в Исландии и Швеции с 9 ноября 2022. Апостольский нунций в Дании с 25 января 2023. Апостольский нунций в Финляндии с 7 марта 2023. Апостольский нунций в Норвегии с 16 марта 2023.